# NVe Cisne Branco (U-20)
‎

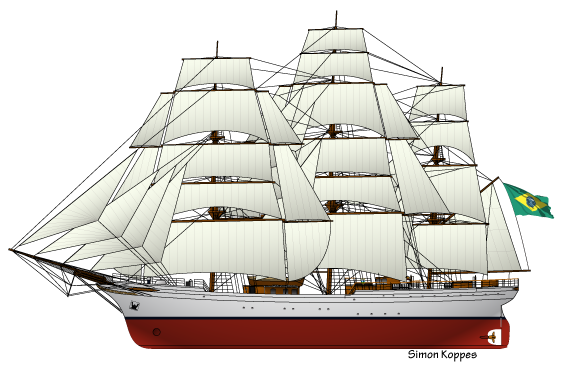
Ilustração do NVe Cisne Branco (U-20).

O NVe Cisne Branco (U-20) é um  navio veleiro da Marinha do Brasil, que exerce funções diplomáticas e de relações públicas. A sua missão é a de representar o Brasil em eventos náuticos nacionais e internacionais, divulgar a mentalidade marítima na sociedade civil e preservar as tradições navais. Ocasionalmente é utilizado como navio-escola.

## História

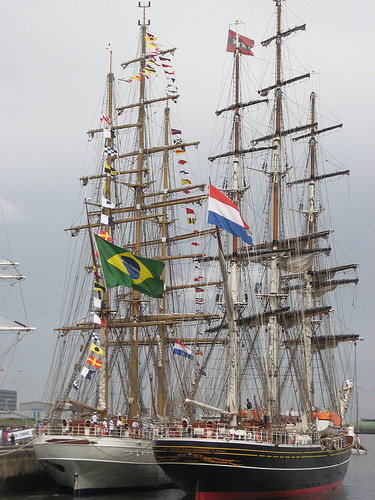
O Cisne Branco e o seu navio gêmeo Stad Amsterdam.

O seu projeto inspirou-se no dos clippers construídos no final do século XIX.
A embarcação foi encomendada pela Marinha para as comemorações dos 500 anos do Descobrimento do Brasil. Foi construído no estaleiro Damen Shipyard, em Amsterdã, no tempo recorde de um ano e três meses, teve a quilha batida em 9 de novembro de 1998 e sendo lançado ao mar em 4 de agosto de 1999. Foi entregue em 4 de fevereiro de 2000 e incorporado à Armada em 9 de março de 2000, no dia da largada da Regata Internacional Comemorativa aos 500 Anos do Descobrimento, em Lisboa, mesmo dia da partida da Armada de Pedro Álvares Cabral.
É a terceira embarcação e o segundo veleiro a ostentar esse nome na Armada Brasileira, em homenagem ao Hino da Marinha Brasileira, com esse título. Em heráldica, a figura do cisne significa uma feliz travessia e um bom augúrio.
Tendo percorrido a rota de Cabral, aportou ao Brasil na mesma data do navegador (22 de Abril), tendo participado de todas as celebrações na costa brasileira.
O Cisne Branco tem uma embarcação irmã, construída ao mesmo tempo: o Stad Amsterdam, que ostenta a bandeira dos Países Baixos, também lançado ao mar no ano de 2000.
O primeiro Cisne Branco foi um veleiro de 79 pés de comprimento, em madeira. Com dois mastros, era tripulado por vinte homens. Realizou apenas uma viagem de instrução com Guardas-Marinha, em 1979.
O segundo Cisne Branco foi um veleiro de 83 pés de comprimento, em alumínio. Realizou viagens de instrução com Guardas-Marinha, entre 1980 e 1986, quando passou à Escola Naval Instalada na Ilha de Villegagnon, no Rio de Janeiro para servir como veleiro de instrução, até ao seu descomissionamento, no ano seguinte.

## Características
- Comprimento total: 76,00 m [1]
- Boca (largura): 10,50 m
- Calado: 4,80 m
- Deslocamento: 1 038 t
- Altura do mastro grande: 46,40 m
- Armação: galera
- Área vélica (máxima): 2 195 m²[3]
- Velas redondas: 15

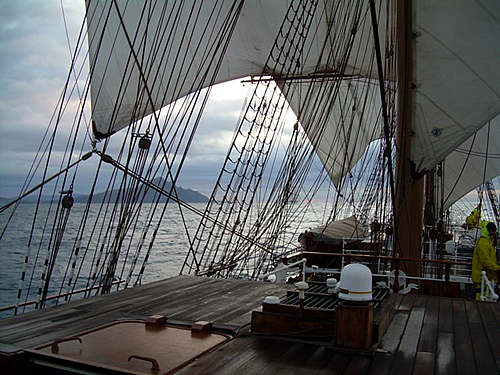
NVe Cisne Branco em sua primeira passagem pelo Cabo Horn, 2010.

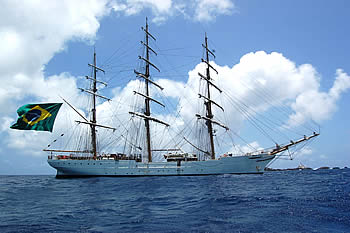
NVe Cisne Branco (U-20).

- Velas latinas: 10   (9 Stay sails -  1 Spanker)
- Velas auxiliares: 6   (Stun Sails)
- Vela de mau tempo: 1
- Velocidade máxima a vela: 17,5 nós (32 km/h)
- Propulsão auxiliar: 1 motor diesel 1001hp a 1800 rpm  (equipado com Bow-Thruster.)
- Velocidade máxima a motor: 11 nós (20 km/h)
- Sensores: 1 radar de navegação Furuno FR 1510 Mk-3
- Emprego: representação e instrução

### Tripulação
- Comandante; Capitão-de-Mar-e-Guerra
- Oficialidade: 9
- Guarnição: 41
- Tripulantes em treinamento: 31 [2]

## Propósito
O NVe Cisne Branco é empregado em atividades de representação nacional e internacional. Também conhecido como “embaixada flutuante”. Representa a Marinha e o Brasil em diversos eventos náuticos que ocorrem todos os anos, mostrando a bandeira do Brasil onde quer que vá; 
- No complemento à formação marinheira do pessoal da MB, a partir do embarque de aspirantes da Escola Naval, de alunos do Colégio Naval e de alunos das Escolas de Formação de Oficiais da Marinha Mercante;
- Na difusão da mentalidade marítima da sociedade brasileira, fazendo-a atentar para o fato de que o Brasil, na condição de um país marítimo e continental, sempre teve e terá seu desenvolvimento atrelado ao mar; e
- No estímulo ao culto às tradições navais junto à sociedade.

## Conveses

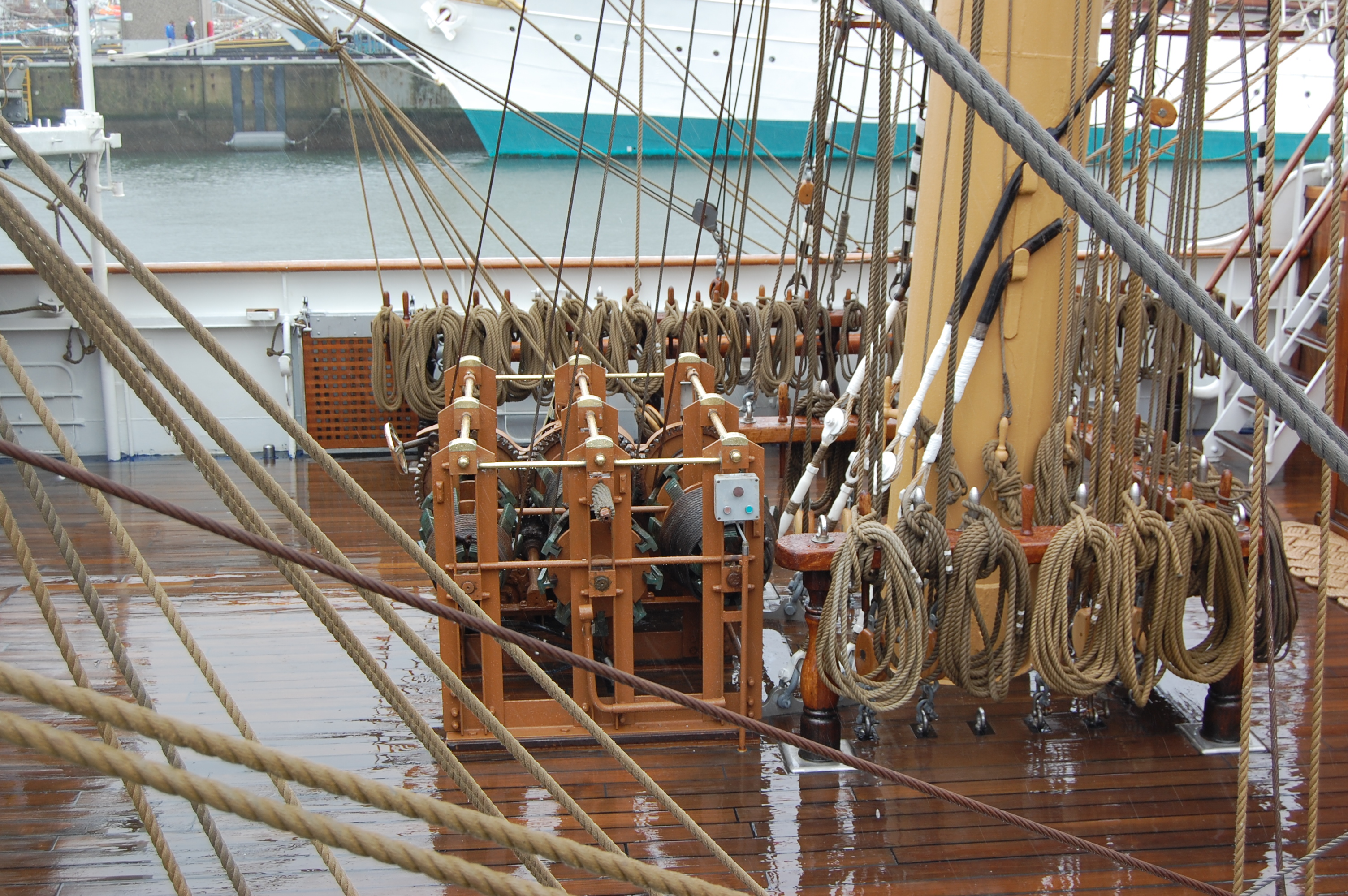
Detalhe do convés.

O Navio possui três níveis de conveses abertos, o castelo (proa), o convés principal (meio Navio) e o tombadilho (popa). O piso é todo revestido de teca, uma madeira bastante usada em veleiros devido à característica de não apodrecer em contato com a água. É durável e bastante resistente à salinidade da água do mar. 
Laboram as velas cerca de dezeoito quilômetros de cabos, manobrados manualmente pela tripulação em trabalho de equipe. Estes cabos são cunhados em malaguetas, distribuídas por todo o Navio (são 300 ao todo). As ordens são emanadas para os três mastros por meio de toques de apito.
Existem dois guinchos usados para realizar o braceio das três vergas inferiores dos mastros do traquete e grande, conhecidos como guinchos Jarvis. O braceio consiste em posicionar as vergas com um ângulo que vai de um a cinco quartas (cada quarta tem 11° 15’) em relação ao eixo longitudinal do Navio, de maneira tirar o melhor proveito do vento reinante. As demais vergas são braceadas manualmente.

## Lobby da Santa
O Lobby da Santa é o cartão postal do interior do Navio. É assim conhecido por exibir a imagem de uma Santa, denominada Nossa Senhora da Boa Esperança, associada ao mar e à proteção dos marinheiros. A imagem é uma réplica da que foi trazida na nau do descobrimento por Pedro Álvares Cabral, em 1500. Foi doada pelos portugueses quando da incorporação do navio à Armada e, curiosamente, foi feita pelos descendentes dos artesãos que esculpiram a imagem original.
- Quadro do Navio Escola Benjamin Constant

Ao lado da secretaria, entre dois candelabros, há uma tela retratando o Navio Escola Benjamin Constant, que a exemplo do Cisne Branco, também tinha o costado pintado de branco, uma novidade na época. As pessoas que o viam navegando ficavam encantadas com a sua beleza e o apelidaram de garça branca.
Um dos oficiais que havia servido no NE Benjamin Constant, saudoso por ter deixado o navio e ter ido servir na Escola Naval, compôs um poema, que mais tarde tornou-se a “Canção do Marinheiro”, o “Cisne Branco”, que hoje é considerada o hino da Marinha do Brasil. 
O navio deu baixa do serviço ativo em janeiro de 1926 e foi desmanchado no porto de Santos no final dos anos 40.
- Quadro do Brigue Pirajá

Este quadro, situado ao lado da contadoria, foi o primeiro navio da Marinha do Brasil a ostentar este nome, em homenagem a um distrito da Bahia onde as forças brasileiras derrotaram as portuguesas em 8 de novembro de 1822. O nome alude também ao aguaceiro frequente que cai entre os Abrolhos e o Cabo de Santo Agostinho.
Tomou parte em importantes acontecimentos, como a Batalha de Quilmes em 1826, durante a Guerra Cisplatina, e no combate aos revolucionários de Pernambuco em 1832 durante a Guerra dos Cabanos.
Em 24 de dezembro de 1835, naufragou nos baixios de Santa Rosa, no Pará.
- Maquete do Navio Veleiro Cisne Branco

Também ao lado da secretaria, está exposta uma maquete do Navio. Doada em 02/05/2005 pelo modelista naval alemão Klaus Gunter Wilhelm Jentzsch, a maquete é bastante rica em detalhes, retratando de maneira fiel e proporcional o NVe Cisne Branco com todas as duas velas caçadas (à exceção da vela de capa e das velas auxiliares). O modelista reside hoje em Nova Lima / MG, onde dedica parte do seu tempo a fazer réplicas de veleiros similares. 
- Vitral

No lobby há também um vitral em que aparece o Cisne Branco navegando na Baía de Guanabara, no Rio de Janeiro. O vitral é uma reprodução da capa do livro “Manobreiro para Navios de Vela”, onde é possível ver, ao fundo, detalhes marcantes da cidade, como o corcovado, o Pão de Açúcar e a Escola Naval.

## Praça D’Armas
- Conceituação

A Praça D’Armas é o local onde os oficiais fazem refeições, reuniões, onde se reúnem para assistir a apresentações ou nos momentos de lazer (recreação). É assim denominada pois nos navios de antigamente era nesse recinto que ficavam guardadas as armas de bordo, inacessíveis para o restante da tripulação.
A espaçosa Praça D’Armas do NVe Cisne Branco permite que o Comandante ou a autoridade mais antiga presente receba com conforto um significativo número de convidados, durante as recepções ou almoços a bordo.
- Candelabros

Os candelabros existentes nas paredes são dotados de uma suspensão que permite o movimento ao sabor do jogo do navio. Foi uma inovação na época em que, em vez de lâmpadas elétricas, a iluminação era provida por velas e lâmpadas a querosene, impedindo a ocorrência de incêndios quando uma vela entrava em contato com a antepara de madeira ou o quando o querosene derramava.
- Ornamentação

A ornamentação da praça d’armas é inspirada na dos “clippers”, onde se pode observar traços como o acabamento da madeira e os detalhes em dourado. No fundo, são expostos vários prêmios que o Navio recebeu nos últimos anos, quando se destacou no desempenho em várias regatas disputadas mundo afora com diversos outros veleiros de grande porte, os “Tall Ships”.

## Corredor VIP
O corredor VIP é onde estão localizados os aposentos dos oficiais mais antigos do navio, com destaque para a Câmara, como é denominado o camarote do Comandante. A Câmara é composta de uma ante-sala com escritório, local de trabalho do Comandante, e de um dormitório com banheiro anexo. Há ainda os camarotes do Imediato, do Chefe do Departamento de Convés e do Encarregado da Divisão de Máquinas. Cabe ressaltar que todos os camarotes do navio possuem banheiro, conferindo grande conforto à tripulação.
- Quadro do NRP Sagres

Próximo à entrada do camarote do Imediato há um quadro retratando o NRP Sagres, atual Navio Escola da Marinha Portuguesa. Antes de ser vendido a Portugal, o Sagres pertencia à Marinha do Brasil e recebia o nome de Navio Escola Guanabara.
Ao final da Segunda Guerra Mundial, o navio foi capturado pelas forças aliadas dos Estados Unidos, tendo sido vendido ao Brasil em 1948 e incorporado à Marinha no mesmo ano. Em 1961, a Marinha do Brasil vendeu o NE Guanabara para a Marinha Portuguesa, que o rebatizou como NRP Sagres.
- Moeda na base do mastro principal

A Marinha do Brasil cultiva uma antiga tradição, comum a diversas outras Marinhas, de assentar o mastro principal de seus navios veleiros sobre uma moeda do país. No caso do NVe Cisne Branco, trata-se de uma moeda de 100 réis, cunhada em Cuproniquel e datada de 1936 e que possui gravada o busto do Almirante Joaquim Marques Lisboa, o Marquês de Tamandaré, Patrono da Marinha do Brasil.
Esta tradição naval remonta a uma antiga lenda grega, na qual a moeda serviria para o pagamento da figura mitológica encarregada de realizar o transporte das almas dos tripulantes para o paraíso. As moedas eram colocadas sobre os olhos fechados dos mortos.
- Quadros e brasões

A participação em diversos eventos náuticos, tanto no Brasil quanto no exterior, faz com que o Navio receba diversos presentes, na forma de quadros, placas e brasões, muitos dos quais são expostos no corredor do mastro principal e na descida de acesso ao corredor VIP.

## Passadiço

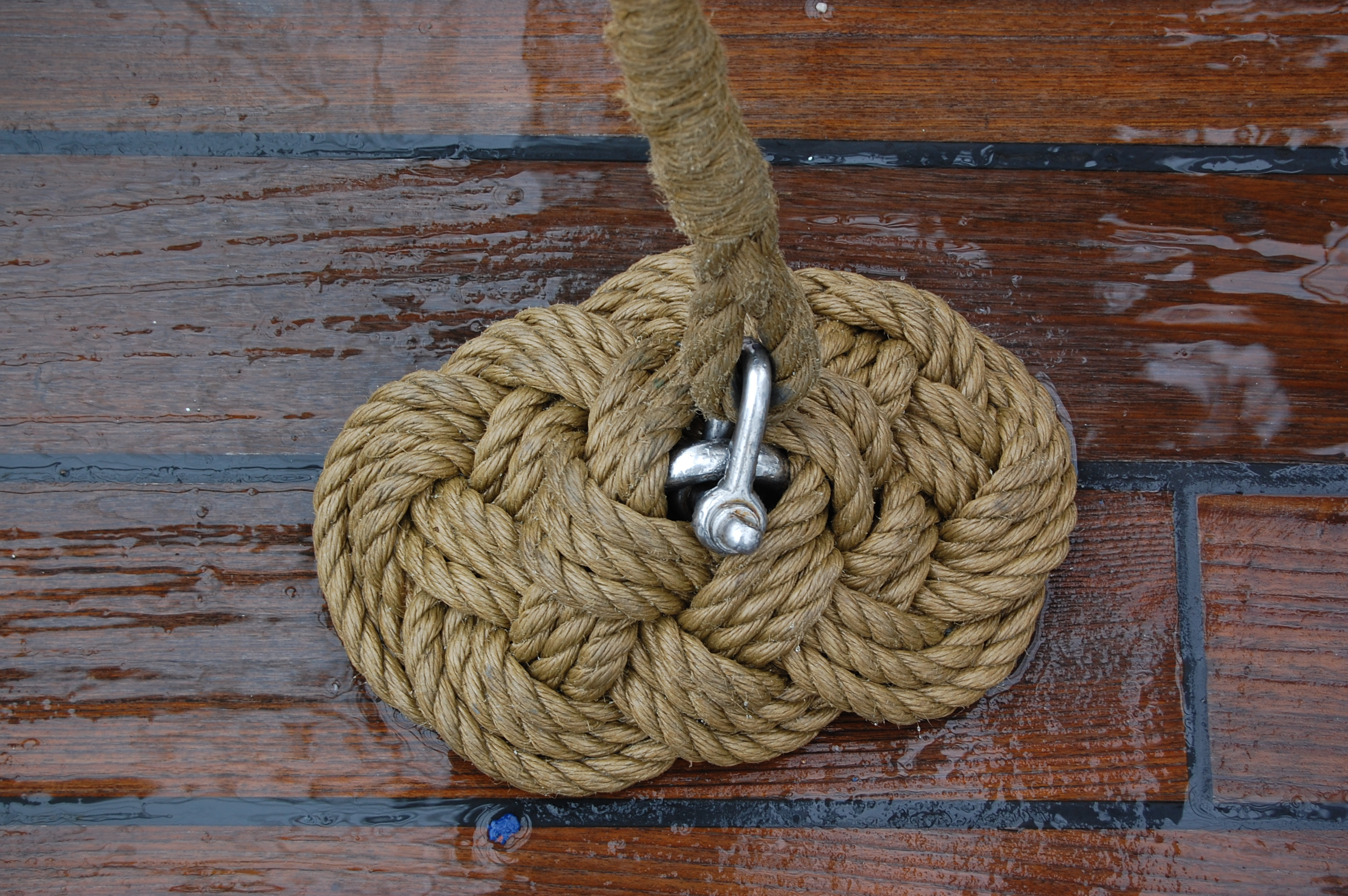
Marinharia no Cisne Branco.

No passadiço é possível observar que o Navio é dotado do que existe de mais moderno em termos de recursos à navegação. Possui radar de navegação, ecobatímetro, anemômetro, equipamentos de comunicação em diversas faixas de frequência, telefonia satélite, carta digital e sistema de navegação por satélites de alta precisão (GPS, da sigla em inglês Global Positioning System).
A modernidade observada aqui contrasta com a forma como são realizadas as manobras de vela e as tarefas nos conveses, feitas exatamente como no século XIX, preservando as antigas tradições dos históricos veleiros e cultivando nos tripulantes o espírito marinheiro de outrora e a essência da marinharia.

## Acidente
O veleiro Cisne Branco sofreu um acidente em Guayaquil, cidade portuária no Equador, no dia 18 de outubro de 2021. O navio-veleiro, que se encontrava numa missão em países da América do Sul, chocou-se contra uma ponte quando fazia uma manobra de desatracamento, causando danos à embarcação, especialmente no mastro principal. Um dos rebocadores que auxiliavam nas manobras do navio, afundou. Não houve vítimas.